# ديك فلانغن
ديك فلانغن (بالإنجليزية: Dick Flanagan)‏ هو لاعب كرة قدم أمريكية أمريكي، ولد في 31 أكتوبر 1927 في سيدني في الولايات المتحدة، وتوفي في 27 سبتمبر 1997.

## وصلات خارجية
- ديك فلانغن على موقع مرجع كرة القدم المحترفة.كوم (الإنجليزية)